# 大坊主

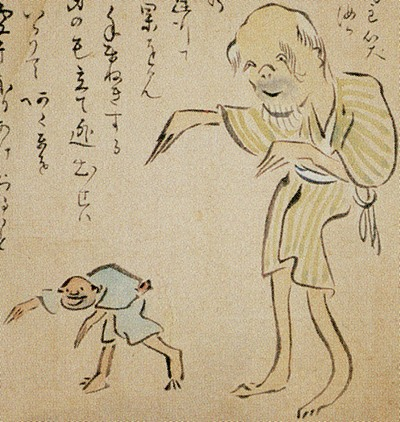
作者不詳『ばけもの絵巻』より「大坊主」

大坊主（おおぼうず）は、日本各地の民俗資料、古書などにある大きな坊主姿の妖怪。意味合いとしては大入道とほぼ同様に用いられている。
僧が妖怪視されたことについては、江戸時代のキリスト教の禁制にともなって寺請制度が定められ、寺院の腐敗・堕落が進んだことから、そうした僧らに対して庶民が悪感情を抱いたことが要因の一つと見られている。

## 各地の伝承

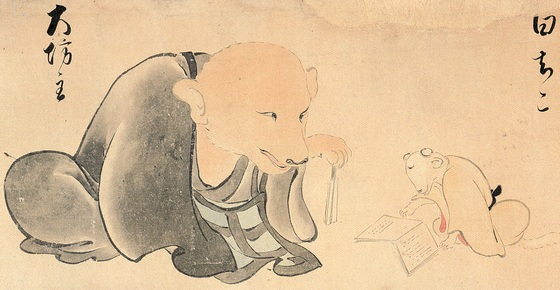
作者不詳『化物づくし』より「大坊主」と「白ちご」

越中国（現・富山県）
作者不詳の怪奇譚『ばけもの絵巻』に記述がある。
倶利伽羅峠の猿ヶ馬場という場所で昼寝していた木こりが、枕元で何者かの声を聞いて目を覚ましたところ、そこには身長約1丈（約3メートル）の大坊主が立っていた。木こりは恐怖のあまり必死に命乞いをしたが、大坊主は自分は人の命を奪うものではない、天に連れて行って世界の果てを見せてやると言って手招きをした。木こりが震え上がって逃げ出したところ、大坊主は怒って彼をつかまえ、放り投げた。木こりがやがて落下したのは加賀国金沢の町はずれの大樋（現・石川県金沢市大樋町）で、元の場所からは6里も離れた場所だったという。
原典での名は大坊主だが、妖怪研究家・湯本豪一はこれを見越し入道の話と見なしている。
長野県別所
木挽きを仕事とする長太郎という者の仕事場に、毎晩のように大坊主が現れて「相撲をとろう」とせがんでいた。長太郎が相撲をとるふりをして、坊主の腰に斧を叩きつけたところ、大坊主は逃げていった。その話を聞いた仕事仲間が次の日に大坊主の血痕を辿って行くと、その先は大明神岳の頂上の石宝倉に続いていたという。
静岡県榛原郡上川根村（現・川根本町）
ある墓地近くの暗い杉林に大坊主が現れたといわれる。通りかかった人の背中に負ぶさってくるが、日の光の届くところまで来て、太陽に必死に祈ると、大坊主は離れたという。
因幡国（現・鳥取県）徳尾
鳥取県の口承資料『因伯昔話』に記述がある。昼でも木が茂って暗い森があり、ここを夜12時から2時頃に3回通ると、必ず大坊主の怪物が現れるという噂が立った。
これを聞いた羽田半弥太という荒武者が、正体を見破ろう森へ赴いた。夕方に近くの茶屋で夕食をとり、店の主人に怪物の正体を見破りに来たことを話し、半弥太の身を案じつつ愛想良く送り出す主人を後に、森へ向かった。
森の奥に辿り着いた頃にはすっかり夜が更けていた。怪しい風とともに天を突くほどの大坊主が現れ、目を光らせて半弥太を睨みつけた。彼が動じずにいると、大坊主は姿を消した。
帰り道に半弥太は夕食時の茶屋へ寄り、主人に大坊主が現れたことを話した。
「怪物の大きさは、このくらいでしたか?」
「いや、もっと大きかった」
「では、このくらいですか?」
主人が怖ろしい声と共に、森の中の怪物よりさらに巨大な大坊主へと姿を変え、半弥太は気を失ってしまった。気がつくと、そこはただの野原であり、主人の姿も茶屋も消え失せていたという。
薩州（現・鹿児島県西部）
江戸時代の随筆集『新著聞集』に記述がある。
竹内市助という者が酒宴に出席し、宴の終わった座敷にいたところ、座敷の戸から坊主が顔を出し、その顔だけで3尺（約90センチメートル）もの大きさがあった。坊主に肩をつかまれた市助は、刀を抜いて斬りつけたが、まるで綿のように手応えがなかった。大声で人を呼ぶと、坊主は姿を消したという。
妖怪絵巻
江戸時代の妖怪絵巻『化物づくし』に、「大坊主」と題した妖怪が、その弟子とされる「白ちご」（しらちご）とともに描かれている。鳥山石燕の妖怪画集『画図百鬼夜行』では「白児」（しらちご）は犬神とともに描かれており、『化物づくし』の大坊主も犬に似た姿のため、この大坊主を犬神と関連しているものとする説もある。